# Bill Miller (Sänger)
Bill Miller (* 23. Januar 1955) ist ein US-amerikanischer Musiker, Songwriter und Flötist indianischer Abstammung.
Bill Millers The Last Stand (2008) gedenkt der Schlacht am Little Bighorn des Großen Sioux-Krieges von 1876/77. 2004 erschienen Spirit Rain und Cedar Dream Songs, eine Mischung aus Western Music, Native American Folk und Blues. Für Cedar Dream Songs erhielt er 2005 den Grammy Award für das Best Native American Music Album. Diese Instrumental-CD enthält neun Stücke, die auf einer Native American Flute gespielt sind. In Spirit Rain geht er zurück zu seinen Wurzeln. In Tracks wie I Believe und Love Sustained singt er über das Leben. In Instrumentals wie Approaching Thunder, Sun Dog und Red Sky Heart spielt er auf einer Indianerflöte, 1st Dream ist ein Chant- und Trommel-Lied, von Mitgliedern der Ho-Chunk-Indianer. Für Ghost Dance erhielt er 2000 den Native American Music Award.
Er ist Sohn mohican-deutscher Eltern und wuchs im Mahicanuk-Reservat auf. Sein indianischer Name, Fush-Ya Heay Ka, bedeutet Vogellied.

## Alben
- Dustbowl Children (1990)
- The Red Road (1993)
- Raven In The Snow (1995)
- Native Suite-Chants, Dances and the Remembered Earth (1996)
- Ghostdance (1999)
- The Art Of Survival (2000)
- Reservation Road Live (2000)
- Loon, Mountain and Moon (2000)
- Spirit Rain (2002)
- A Sacred Gift (2002)
- Cedar Dream Songs (2004)
- Spirit Songs: The Best of Bill Miller (2004)
- The Last Stand (2008)
- Spirit Wind North (2009)

## Auszeichnungen
Er erhielt einen Grammy Award für das Best Native American Music Album und fünf Nammys (Native American Music Award) als Artist of the Year, Songwriter of the Year, für das Album of the Year und den Song of the Year.